# Dashi Zhuzi
Dashi Zhuzi (kinesiska: 大石柱子乡, 大石柱子) är en socken i Kina. Den ligger i provinsen Hebei, i den norra delen av landet, omkring 240 kilometer öster om huvudstaden Peking. Antalet invånare är 6 002. Befolkningen består av 2 896 kvinnor och 3 106 män. Barn under 15 år utgör 16,0 %, vuxna 15-64 år 72 %, och äldre över 65 år 10,0 %.
Genomsnittlig årsnederbörd är 945 millimeter. Den regnigaste månaden är juli, med i genomsnitt 260 mm nederbörd, och den torraste är januari, med 2 mm nederbörd.